# Play (álbum)
Play é o quinto álbum de estúdio do cantor de eletrônica americano Moby, lançado em 17 de maio de 1999 pela gravadora V2 Records. Enquanto alguns dos primeiros trabalhos de Moby ganhava sucesso crítico e comercial dentro da cena dance music, Play foi um sucesso na crítica e um fenômeno comercial. O álbum apresenta Moby a um público mundial, não somente através de um número grande de singles de sucesso (que ajudou o álbum a dominar as paradas musicais no mundo por dois anos), mas também através do licenciamento sem precedentes de suas canções em filmes, televisão e anúncios comerciais. Ele eventualmente tornou-se o álbum mais vendido do seu gênero musical, com mais de 10 milhões de cópias vendidas mundialmente. De acordo com a revista Rolling Stone, "Play não foi o primeiro álbum a fazer uma estrela do rock separar o estilo techno, mas foi o primeiro a fazer uma sensação pop. [...] Play fez o pós-modernismo, lentamente, mas certamente, atingindo um acorde com os críticos e compradores de gravações igualmente".
Um dos aspectos notáveis de Play, ao contrário de outros álbuns eletrônicos da época, era a maneira em que ele combinava os clássicos ritmos de estilo gospel e música folclórica com o moderno estilo house music. Moby fez pesadas amostras a partir das gravações de campo coletados de Alan Lomax em canções como "Honey", "Find My Baby" e "Natural Blues", enquanto a faixa "Run On" foi inspirado no tradicional "God's Gonna Cut You Down". O álbum também têm faixas mais puramente eletrônicos, bem como o rock influenciado no single "South Side" e mais música ambiente na canção "Porcelain". Em 2003, o álbum foi classificado na posição de número 341 na lista de "500 Melhores Álbuns de Todos os Tempos", pela revista Rolling Stone.
Foi nomeado para o Prémio Grammy e um Brit Awards, sendo o álbum independente mais vendido do Reino Unido no ano de 2000, e certificado por platina em mais de 20 países.

## Antecedentes
A segunda metade da década de 1990, perceberam que Moby estava em crise na sua carreira musical depois de anos de ser um sucesso no estilo techno. O lançamento do álbum em 1996, Animal Rights, um obscuro e eclética, construída em uma guitarra movida em torno do estilo punk e metal, já que ele gostava como um adolescente, provou ser um desastre crítico e comercial que o fez cogitar deixar a carreira musical e voltar para a faculdade, para estudar arquitetura. Ele explicou: "Eu estava abrindo o show da banda Soundgarden, quando jogavam porcarias em mim todas as noites no palco. Eu fiz a minha própria turnê, e estava tocando para um público de 50 pessoas por noite". No entanto, ele afirmou: "Eu tenho uns pedaços de cartas de fãs de Terence Trent D'Arby e também recebi um telefonema de Axl Rose, dizendo que ele estava ouvindo Animal Rights, repetidas vezes. Bono me disse que gostou de Animal Rights. Então, se você 'vai ter três pedaços de cartas de fãs', esses serão as correspondências de fãs que farão você irá prosseguir na carreira".
Quando ele finalmente gravou o seguimento de Play, não havia nenhum sinal de que o álbum iria ser realizado de forma diferente do álbum anterior. De acordo com Moby, enviou a gravação para cada grande gravadora (a partir da Warner Bros, para a Sony e para RCA), sendo rejeitado de cada vez. Posteriormente, finalmente, a gravadora V2 aceitou. Seu assessor enviou as gravações para jornalistas, e muitos deles fizeram uma enorme produção de dizer que eles não foram para ouvi-la. Segundo o empresário Eric Härle em uma entrevista ao HitQuarters, seu objetivo original era vender 250 mil cópias, o que era que Everything Is Wrong, álbum de Moby mais vendido na época, tinha vendido.
Lançado em 17 de maio de 1999, Play recebeu algumas boas críticas, mas inicialmente, um desempenho comercial inferior. Moby declarou: "O primeiro show que eu fiz um concerto na turnê de Play, era no porão da Virgin Megastore em Union Square. Literalmente, toquei as canções enquanto as pessoas esperavam o lançamento em CD das próprias canções que tocava. Talvez quarenta pessoas vieram me assistir".

## Sucesso inesperado
As primeiras vendas do álbum Play eram poucas. No Reino Unido, estreou na posição de número #33 no UK Albums Chart em 29 de maio de 1999, mas durante o resto do ano só passou mais 5 semanas dentro das paradas musicais. Foi em 15 de janeiro de 2000, que o álbum reentrou nas paradas do Reino Unido, lentamente subindo as posições, e finalmente, alcançando a #1 posição, três meses depois. Moby disse: "Quase um ano depois que ele foi lançado, eu estava abrindo o show para a banda Bush no Campus Invasion Tour na MTV. Foi degradante para a maior parte. Sua audiência não tinha o mínimo de interesse em mim. Em fevereiro de 2000, eu fui em Minnesota, eu estava deprimido e meu empresário chamou-me para dizer que Play estava em #1 no Reino Unido, tendo desbancado o álbum de Santana, Supernatural. Eu me perguntava: 'Mas o álbum saiu a 10 meses'. Foi quando eu soube, de repente, que as coisas eram diferentes. Depois ficou na #1 posição na França, Austrália, Alemanha — ele simplesmente continuava mantendo-se. [...] Na semana em que Play foi lançado, vendeu cerca de 6 mil cópias mundialmente; 11 meses após o álbum ter sido lançado, tinha vendido cerca de 150 mil cópias por semana. Eu estava em turnê constantemente, todo o tempo praticamente bêbado e, eu era apenas uma sombra. E então, subitamente, estrelas de cinema começaram a frequentar os meus concertos e comecei a ser convidado para festas extravagantes. De repente, os jornalistas que não retornaram as ligações do meu publicista, estavam conversando sobre fazer matérias de capa. Foi um fenômeno muito estranho".
Play já vendeu mais de 10 milhões de cópias em todo o mundo. Apesar de ter alcançado apenas a posição de número #38 na Billboard 200 dos Estados Unidos, mais de 2 milhões foram vendidos no país, com o álbum desfrutando de vendas estáveis por meses e constante popularidade. No Reino Unido, Play alcançou a posição número #1 em 15 de abril de 2000 (mantendo-se por 5 semanas no topo), após o sucesso do single "Natural Blues". Ele manteve-se elevado nas paradas durante o resto do ano, apoiado em especial ao enorme sucesso dos singles "Porcelain", e "Why Does My Heart Feel So Bad?". Passando quase todo o ano de 2000 nas paradas, atingindo um total de 81 semanas nas paradas mundiais, tornando-se o quinto melhor álbum mais vendido do Reino Unido em 2000.
Play encontrou seus principais pontos fortes com o apoio de sua sequência impressionante de novos singles, um feito inédito para um álbum com estilo eletrônico. Sete singles estavam no Top 40 do país — "Honey", o primeiro single, já estava no mercado desde agosto de 1998, quase 10 meses antes do lançamento de seu álbum. A escolha final foi o single "Find My Baby", que apareceu em algumas paradas nacionais três anos e meio depois. Um dos aspectos mais notáveis dos lançamentos dos singles, é que um dos maiores títulos foram lançados tardiamente ("Porcelain" por exemplo, foi o sexto single do álbum, lançado um ano depois de Play), sobre a maneira de assegurar uma presença constante do álbum nas paradas.
O resultado evidente da estratégia de marketing era que o álbum, depois de uma estreia normal, ficou nas paradas por vários anos, quebrando projeções de vendas para Moby e para a cena dance music, que não foi visto como um gênero dominante comercial nos Estados Unidos na década de 1990 (em comparação com a Europa, onde Moby tinha inicialmente encontrado a fama). Em geral, em muitos aspectos este álbum ajudou a estabelecer como música popular para o músico. Seus álbuns anteriores foram mais em estilo downtempo orientado, muitas vezes com o seu canto peculiar, com vocalistas femininas e amostras similares aos de Play, ao contrário de seu clube — ou alternativa — registros orientados onde raramente cantava.

## Recepção
| Críticas profissionais | Críticas profissionais |
| Pontuações agregadas   | Pontuações agregadas   |
| Fonte                  | Avaliação              |
| ---------------------- | ---------------------- |
| Metacritic             | (84/100)               |
| Avaliações da crítica  |                        |
| Fonte                  | Avaliação              |
| Allmusic               | [ 1 ]                  |
| Alternative Press      | [ 7 ]                  |
| Robert Christgau       | (A+)                   |
| Entertainment Weekly   | (A−)                   |
| Amost Cool             | (7.5/10)               |
| Pitchfork Media        | (5.0/10)               |
| Sputnikmusic           | [ 12 ]                 |
| Q                      | [ 13 ]                 |
| Rolling Stone          | [ 14 ]                 |
| NME                    | [ 15 ]                 |
| Spin                   | [ 16 ]                 |
| Release Magazine       | [ 17 ]                 |

Play recebeu aclamação geral da crítica, apesar das críticas negativas ao seu tempo de lançamento. No Metacritic, que atribui uma avaliação normalizada de 100 opiniões de críticos tradicionais, recebendo uma pontuação média de 84 pontos, com base em 20 comentários, o que indica uma "aclamação universal". Robert Christgau elogiou o álbum, dando-lhe um A+, dizendo: "Suas ranhuras, suas estimulações, suas texturas, suas harmonias, por vezes suas melodias, mas principalmente suas ranhuras, não honram apenas o gênero dance music, como também a tradição do rock em sua totalidade". Barry Walters, da Rolling Stone, deu ao álbum 4/5 estrelas, declarando que o "fluxo e o refluxo de dezoito concisas, cortes em contraste, descreve uma história sobre o mundo maravilhoso em conflito com o interior de Moby, ao dar as batidas e melodias fora das ranhuras". Para John Bush, da revista Allmusic, Play representou "mais um salto para trás em direção à base do estilo eletrônico, em que tinha passado por ele em meados da década de 1990", mas também representava o álbum que "devolvia as evocativas, um techno melancólico que tem sido uma especialidade desde seus primeiros dias na carreira musical"; e de alguma forma, "achou um equilíbrio em seu som sublime com a evolução do breakbeat techno dos anos 90". Bush, selecionou Play como um de suas coleções de álbuns. No entanto, a mistura da música gospel com o house music do álbum foi mais amplamente elogiado, atraindo também algumas críticas por estilo em relação a Moby, com algumas críticas não reivindicando crédito suficiente ao original (muitas vezes, anônima) de músicos e intérpretes. Outros encontraram o uso comercial de canções antigas, amostras de mau gosto do estilo blues, embora, uma vez que as canções foram licenciadas, Moby não teve o controle pessoal sobre como elas seriam usadas. Moby também declara sua fé cristã no encarte do álbum, que alguns tomaram como prova de que o seu interesse em amostras do estilo gospel foi de "boa fé", e não puramente estética.
Play foi eleito como o melhor álbum do ano pelos críticos do jornal The Village Voice. Em 2003, o álbum foi classificado pela revista Rolling Stone na posição de número #341 em sua lista dos "500 Melhores Álbuns de Todos os Tempos".

## Lista de faixas
A embalagem do álbum continua a favor de Moby, incluindo curtas séries, auto-escritas ensaiados explorando contínuas preocupações — seu apoio para o veganismo e humanitarismo, e de oposição ao fundamentalismo.
Todas as canções foram escritas por Moby.
| N.º            | Título                           | Duração |  |
| 1.             | "Honey"                          | 3:28    |  |
| 2.             | "Find My Baby"                   | 3:59    |  |
| 3.             | "Porcelain"                      | 4:01    |  |
| 4.             | "Why Does My Heart Feel So Bad?" | 4:24    |  |
| 5.             | "South Side"                     | 3:49    |  |
| 6.             | "Rushing"                        | 3:00    |  |
| 7.             | "Bodyrock"                       | 3:36    |  |
| 8.             | "Natural Blues"                  | 4:13    |  |
| 9.             | "Machete"                        | 3:37    |  |
| 10.            | "7"                              | 1:02    |  |
| 11.            | "Run On"                         | 3:45    |  |
| 12.            | "Down Slow"                      | 1:34    |  |
| 13.            | "If Things Were Perfect"         | 4:18    |  |
| 14.            | "Everloving"                     | 3:25    |  |
| 15.            | "Inside"                         | 4:48    |  |
| 16.            | "Guitar Flute & String"          | 2:09    |  |
| 17.            | "The Sky is Broken"              | 4:18    |  |
| 18.            | "My Weakness"                    | 3:37    |  |
| Duração total: | Duração total:                   | 63:05   |  |

## Gráficos e certificações
| País/Parada (2000–2001)             | Melhor posição |
| ----------------------------------- | -------------- |
| Alemanha (Media Control Charts)     | 21             |
| Austrália (ARIA Charts)             | 1              |
| Áustria (Ö3 Austria Top 40)         | 7              |
| Bélgica (Ultratop 50 Flanders)      | 3              |
| Bélgica (Ultratop 40 Valônia)       | 4              |
| Canadá (Canadian Albums Chart)      | 11             |
| Estados Unidos (Billboard 200)      | 38             |
| Estados Unidos (Catalog Albums)     | 2              |
| Finlândia (Suomen virallinen lista) | 18             |
| França (SNEP)                       | 1              |
| Irlanda (Irish Albums Chart)        | 1              |
| Itália (FIMI)                       | 4              |
| Noruega (VG-lista)                  | 2              |
| Nova Zelândia (RIANZ)               | 1              |
| Países Baixos (MegaCharts)          | 5              |
| Reino Unido (UK Albums Chart)       | 33             |
| Suécia (Sverigetopplistan)          | 14             |
| Suíça (Schweizer Hitparade)         | 12             |

| País/Parada (2000)             | Melhor posição |
| ------------------------------ | -------------- |
| Austrália (ARIA Charts)        | 10             |
| Estados Unidos (Billboard 200) | 111            |

| Alemanha (BVMI) | Ouro       | 100.000^   |
| Austrália (ARIA) | 3× Platina | 210.000^   |
| Áustria (IFPI Áustria) | Ouro       | 10.000x    |
| Bélgica (BEA) | Platina    | 50.000*    |
| França (SNEP) | Diamante   | 500.000*   |
| Reino Unido (BPI) | 5× Platina | 1.500.000^ |
| Suíça (IFPI Schweiz) | 3× Ouro    | 60.000x    |
| Estados Unidos (RIAA) | 2× Platina | 2.000.000^ |
| * Números de vendas com base em certificação individual ^ Valores enviados com base em certificação individual x Números não especificados com base em certificação individual |            |            |